# Beamter des besonderen Bezirksdienstes
Die Funktion des Beamten des besonderen Bezirksdienstes bezeichnet in Deutschland eine von Polizeivollzugsbeamten der Schutzpolizei ausgeübte Diensttätigkeit, bei der sie – in der Regel uniformiert – in der Öffentlichkeit präsent sind, um die bürgernahe Schnittstelle zwischen der Polizei und den Bürgern darzustellen. Dabei sind die Beamten häufig im Fußverkehr unterwegs oder fahren mit einem Fahrrad durch ihren örtlichen Zuständigkeitsbereich, nutzen aber auch den Funkstreifenwagen.

## Begriffsbestimmung
Beamte des besonderen Bezirksdienstes gibt es in vielen Polizeidienststellen der einzelnen Polizeien der Länder. Je nach Region werden für die Beamten und ihre spezielle Tätigkeit unterschiedliche Bezeichnungen verwendet: 
- Berlin, Thüringen: Kontaktbereichsbeamter (KOB, selten auch KOBB)
- Nordrhein-Westfalen und Rheinland-Pfalz: Bezirksbeamter
- Bremen: Kontaktpolizist (KOP)
- Brandenburg: Revierpolizist (RePo)
- Hamburg: Bürgernaher Beamter (BünaBe)
- Niedersachsen, Bayern, Mecklenburg-Vorpommern: Kontaktbeamter (KOB)
- Hessen: Schutzmann/Schutzfrau/Schutzleute vor Ort (SvO)
- Schleswig-Holstein, Baden-Württemberg, Saarland: Polizeibeamter
- Sachsen-Anhalt: Regionalbereichsbeamter (RBB)
- Sachsen: Bürgerpolizist

## Dienststellung und Aufgaben
Die Aufgabe des Beamten des besonderen Bezirksdienstes besteht vor allem darin, weitgehend losgelöst von exekutiven Aufgaben den greifbaren und bürgernahen Kontakt zwischen der Bevölkerung und der Polizei herzustellen und zu pflegen. Weiterhin ist der Kontaktbeamte der erste Ansprechpartner bei möglichen Anliegen jeglicher Art. Ziele des Kontaktbeamten sind die öffentlichkeitswirksame Bürgernähe, Kontaktpflege und Abbau von Berührungsängsten. Die Absicht ist also im Allgemeinen, den Bürgern einen greifbaren Polizeibeamten anzubieten. Dabei versteht sich der Kontaktbereichsbeamte häufig als Dienstleister für seinen Bereich. 
Im engeren Sinne lässt sich die Tätigkeit der Gefahrenabwehr zuordnen. Die Stärkung des Präventionsgedankens, also tätig werden, bevor etwas passiert, ist damit wesentliche Aufgabe des Kontaktbeamten. Da meist ein konfliktfreies Verhältnis zur Bevölkerung besteht, soll er möglichst keine repressiven Maßnahmen (Strafverfolgung) vornehmen. Trotzdem ist ein Beamter des besonderen Bezirksdienstes Polizeivollzugsbeamter und unterliegt dementsprechend dem Legalitätsprinzip, also dem Strafverfolgungszwang nach § 163 StPO. Dies bedeutet, dass er bei Kenntnisnahme einer Straftat in jedem Fall tätig werden muss. In der Praxis wird die Strafverfolgung häufig dann jedoch von der Schutzpolizei oder der Kriminalpolizei übernommen, damit sich der Kontaktbeamte weiterhin auf seinen primären Aufgabenbereich fokussieren kann.

## Erste Kontaktbeamte
Der Kontaktbereichsbeamten-Dienst wurde erstmals in den 1970er Jahren bei der Polizei Berlin eingeführt.
Die Einführung in Niedersachsen erfolgte 1978, was zu einer nachhaltigen Resonanz in breiten Teilen der Bevölkerung führte. Vorläufer waren ab den 1950er Jahren Sektionsbeamte der Schutzpolizei, die in ihrem örtlichen Bereich alle Ermittlungen durchführten. Bei der Einführung in Niedersachsen gab es etwa 300 Kontaktbeamte, die jeweils für rund 10.000 Einwohner zuständig waren. Beispielsweise hatte die Polizeidirektion Braunschweig Ende der 1970er Jahre für die 265.000 Einwohner der Stadt 31 Kontaktbeamte.

## Kritik
Politisch linksorientierte Gruppen entfachten in den 1970er Jahren Kampagnen gegen die Einführung von Kontaktbereichsbeamten, die sie als Schnüffler und Blockwarte bezeichneten.

## DDR
In der DDR entsprach dem Kontaktbeamten im weitesten Sinne der Abschnittsbevollmächtigte (ABV).